# Pepinster
Pepinster es una comuna de la región de Valonia, en la provincia de Lieja, Bélgica. A 1 de enero de 2019 tenía una población estimada de 9772 habitantes.

## Geografía
Se encuentra ubicada al este del país, en el macizo de las Ardenas, y esta bañada por el río Vesdre y su afluente el río Hoëgne.

### Secciones del municipio
El municipio comprende los antiguos municipios, que se fusionaron en 1977:
| - Pepinster - Cornesse - Wegnez - Soiron |

### Pueblos y aldeas del municipio
Bouhaye, Chalsèche, Cromhaise, Drolenval, Fiérain, Forges-Thiry, Goffontaine, Les Foxhalles, Saint-Germain, Saute, Sohan, Tribomont.

## Demografía

### Evolución
Todos los datos históricos relativos al actual municipio, el siguiente gráfico refleja su evolución demográfica, incluyendo municipios después de efectuada la fusión el 1 de enero de 1977.
| Gráfica de evolución demográfica de Pepinster entre 1846 y 2019 |
|                                                                 |